# Aymen Tahar
Aymen Tahar (n. 2 octombrie 1989, este un fotbalist algerian care evoluează pe postul de mijlocaș la echipa Boavista FC. În România a mai jucat pentru Gaz Metan Mediaș.
La juniori a evoluat pentru Sheffield United FC și Staveley MW în Anglia.